# Cinemeccanica

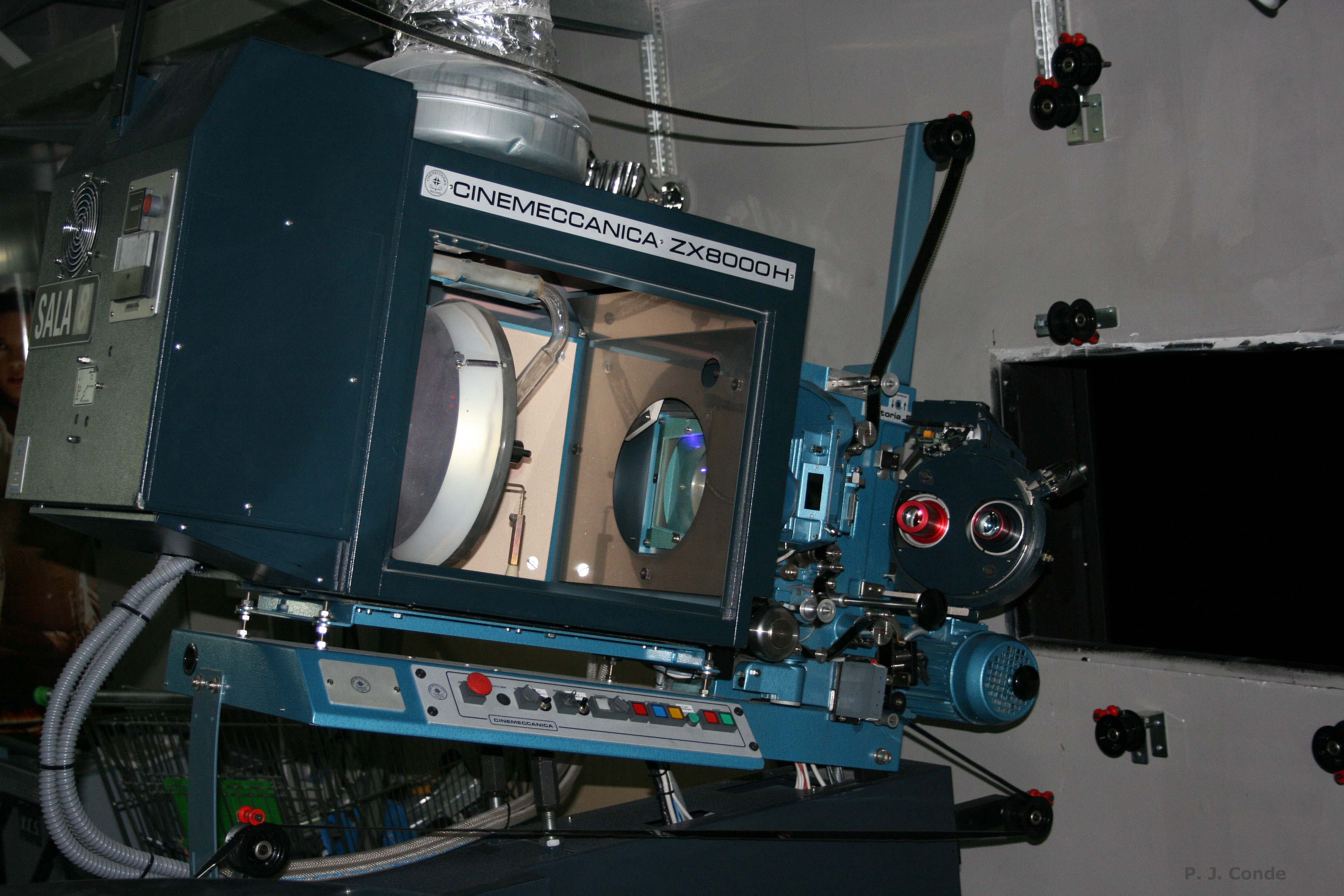
Victoria 5 projector

Cinemeccanica — компания, специализирующаяся на производстве кинопроекторов. Образована в 1920 году в Милане, Италия. В настоящее время они производят две модели кинопроекторов: «Виктория 5» (введён в 1975) и «Виктория 8» (введён в 1961), а также новый цифровой проектор CMC3 D2.
«Виктория 8» в своё время разрабатывались в двух вариантах: для 35-мм плёнки и с двойным каналом для 35/70 мм плёнок. Эти модели стали менее популярны в последние годы, в настоящее время небольшая и более дешёвая «Виктория 5» является самой продаваемой моделью от Cinemeccanica.
Компания также производит плэттер системы CNR-35N, системы перемотки фильма и звукочитающие системы Dolby Digital и SR.